# Estación de Vinateros
Vinateros es una estación de la línea 9 del Metro de Madrid situada bajo el Camino de Vinateros entre el cruce con la calle del Arroyo Belincoso y el cruce con la calle del Corregidor José de Pasamonte, en el distrito de Moratalaz.
Da servicio, entre otros, a la biblioteca pública municipal Miguel Delibes, a la escuela superior de diseño de Madrid, al Colegio Público Manuel Sainz de Vicuña y al vivero de Empresas de Moratalaz.

## Historia
La estación abrió al público el 31 de enero de 1980 con el primer tramo de la línea, y ha sido reformada entre 2006 y 2007 cambiando las bóvedas con falsos techos metálicos por otras de color claro que dan más luminosidad a la estación.

## Accesos
Vestíbulo Vinateros

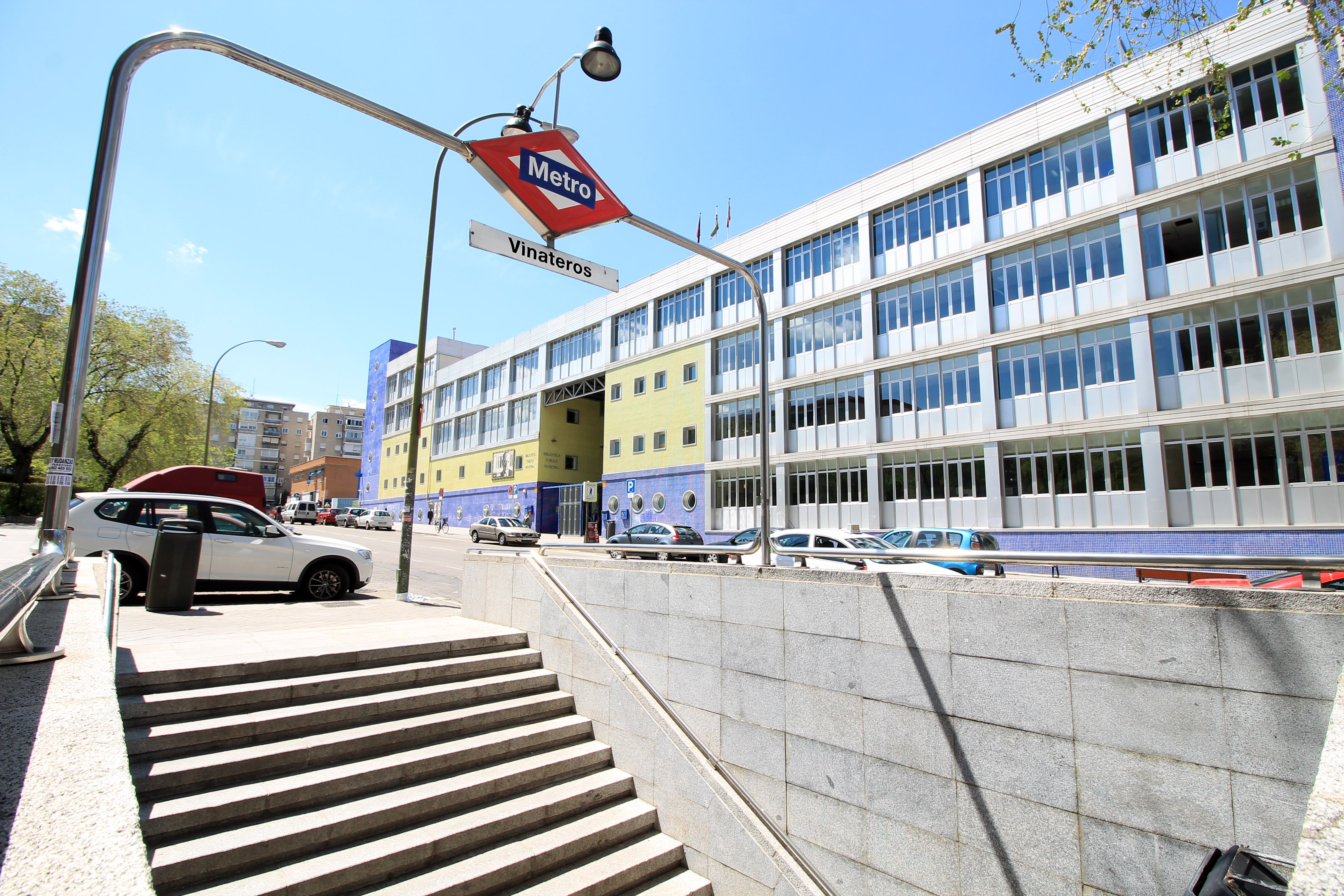
Acceso en C/ Arroyo Belincoso, 26.

- Vinateros, impares Cº Vinateros, 75
- Corregidor José de Pasamonte Cº Vinateros, 104

Vestíbulo Arroyo Belincoso
- Vinateros, pares Cº Vinateros, 70
- Arroyo Belincoso C/ Arroyo Belincoso, 26

## Líneas y conexiones

### Metro
| << cabecera   | < estación | línea | estación > | cabecera >>                                         |
| ------------- | ---------- | ----- | ---------- | --------------------------------------------------- |
| Paco de Lucía | Estrella   |       | Artilleros | Arganda del Rey Cambio de tren en Puerta de Arganda |

### Autobuses
| Diurnos |                   |                                 |
| Línea   | Destino           | Parada                          |
| 71      | Puerta de Arganda | 2720 ARROYO BELINCOSO-VINATEROS |
| 71      | Manuel Becerra    | 2721 ARROYO BELINCOSO-VINATEROS |